# (2318) Lubarsky
(2318) Lubarsky ist ein Asteroid des Hauptgürtels, der am 24. September 1960 vom niederländischen Forscherteam Cornelis Johannes van Houten, Ingrid van Houten-Groeneveld und Tom Gehrels im Rahmen des Palomar-Leiden-Surveys entdeckt wurde.
Benannt ist der Asteroid nach Cronid Lubarski, einem Bekannten und Freund von Tom Gehrels.